# I Wanted Wings
 I Wanted Wings és una pel·lícula estatunidenca estrenada el 1941 dirigida per Mitchell Leisen i basada en un llibre del tinent Beirne Lay, Jr. Protagonitzada per Ray Milland i William Holden, el repartiment inclou Wayne Morris, Brian Donlevy, Constance Moore i Veronica Lake.

## Argument
Els cursos per ser pilot dins de l'armada nord-americana són realment durs. Tres soldats que tenen com a objectiu ser oficials lluitaran en els moments més difícils, però també gaudiran d'estones de lleure.

## Repartiment
- Ray Milland: Julien
- William Holden: Al Ludlow
- Wayne Morris: Tom Cassidy
- Brian Donlevy: Capità Mercer
- Constance Moore: Carolyn Bartlett
- Veronica Lake: Sally Vaughn
- Harry Davenport: 'Sandbags' Riley
- Phil Brown: Jimmy Masters
- Edward Fielding: President del Tribunal
- Willard Robertson: Jutge-advocat
- Charles Waldron (no surt als crèdits): Oficial

## Premis
- 1942. Oscar als millors efectes visuals per Farciot Edouart, Gordon Jennings i Louis Mesenkop